# 미당 (삼국지)
미당(迷當, ? ~ ?)은 중국 삼국 시대 강족의 수령이다. 위나라에 저항하다 곽회에게 진압되었다. 이를 바탕으로 소설 《삼국지연의》에서는 많은 각색이 이루어졌다.

## 생애
240년(정시 원년), 위나라에 반항하다가 옹주자사 곽회에게 진압되었다. 이외의 행적은 기록이 없어 알 수 없다.

## 삼국지연의
사서가 아닌 소설 《삼국지연의》에서는 강족의 왕으로서 제109회에만 등장한다. 그래서 미당대왕이라 불리기도 한다. 253년(연희 16년), 제2차 북벌을 일으킨 강유가 미당에게 극정을 보내와 온갖 예물을 주며 협조를 청한다. 이를 수락하여 5만 명의 군세에 아하소과를 선봉으로 삼아 남안으로 진격한다. 위나라 장수 진태가 5,000명을 이끌고 와서는 곽회가 자신을 죽이려 한다며 투항한다. 진태는 곽회군의 허실을 아는 데다 내응하는 이까지 있을테니 오늘 밤 곽회를 습격하라 권한다. 이에 아하소과와 진태에게 곽회군을 공격시키는데 실은 위나라의 함정으로 아하소과는 대패해 자결하고 미당은 본진까지 역습당해 사로잡힌다. 곽회가 손수 결박을 풀어주며 위나라에선 미당을 충의롭게 여겼는데 어찌 촉나라를 돕냐며 같이 철롱산(鐵籠山)의 강유를 치자고 회유한다. 미당이 그에 따른다. 강유는 그런 줄도 모르고 하후패와 함께 미당을 환영하다가 강병과 위병의 기습을 받고 궤주한다. 강족병들은 사마소에게 호궤받고 돌아간다.

## 참고 문헌
- 《삼국지》26권 위서 제26 만전견곽전(滿田牽郭傳) 곽회전